# محمد سعيد الكردي
محمد سعيد الكردي، (1890 – 1972) عالم دين سني أردني، ومن مشاهير علماء التصوف في الأردن.

## مولده وتحصيله العلمي
ولد محمد سعيد الكردي عام 1890 في بلدة النعيمة شمال الأردن في أواخر الحكم العثماني على البلاد، توفّي والده وهو في السابعة من عمره.
ونظراً للجهل والفقـر الذي عـمّ البلاد في تلك الفترة لم يتمكن الشيخ من تعلم العلوم الشرعية، حتى رحل إلى دمشق وهو في السابعة والعشرين من عمره، فالتحق بالجمعية الغراء التي كان يرأسـها آنذاك الشيخ علي الدقر، والتقى بكثيـر من العلماء كالشيخ بدر الدين الحسني والشيخ حسـني البغّال، فأقبل على طلب العلوم، حتى عيّنه الشيخ علي الدقر إماماً وخطيـباً في قرية دوما ثم في الهيجانية ثم في قرية داعل في حوران، وفي هذه الفترة تعرف على الشيخ محمد الهاشمي التلمساني شيخ الطريقة الشاذلية الدرقاوية وخليفة الشيخ أحمد بن مصطفى العلاوي المستغانمي، في بلاد الشام، فصحبه 42 سنة حتى أذن له شيخه بنشر الطريقة في الأردن.

## رحلاته
قام محمد سعيد الكردي بعدة رحلات خارج الأردن وسوريا منها رحلته إلى الكويت، وإلى مصر، وإلى العراق وزار مقام الإمام البرزنجي وله في ذلك قصيدة في ديوانه القصائد الروحية في الأسرار الذاتية، كما زار ليبيا في عهد الملك السنوسي وقام بزيارة الملك السنوسي إبَّان حكمه لليبيا. وزار تركيا ومنطقة كردستان لزيارة مقام جده الشيخ موس بن ماهين الايزولي والتفّ حوله أكراد تركيا مما أثار غضب الحكومة التركية آنذاك خوفاً من التأثير عليهم في مقاومة الحكومة التركية التي كانت تنحاز ضدّ الأكراد فأمرت بتسفيره. كما زار مكة المكرمة والمدينة المنورة بقصد الحج والعمرة مرات عديدة، وزار بيت المقدس عام 1962م، وكان بصحبته تلاميذه، وزوجته وولده الدكتور رضوان.

## وفاته
توفي محمد سعيد الكردي يوم الجمعة 7 يوليو سنة 1972 عن عمر يناهز 82 عاماً، ودفن في محافظة إربد في بلدة الصريح، حيث يقام بجانب قبره مسجد سمي بمسجد وزاوية الشيخ محمد سعيد الكردي، وله مقام يزار فيه ويقصده العلماء وطلاب العلم كمزار من مزارات الأردن الدينية، فقصده للزيارة كبار العلماء من سوريا واليمن والعراق والولايات المتحدة الأمريكية وجنوب أفريقيا وماليزيا والمغرب والجزائر والأردن، كالشيخ نوح القضاة مفتي المملكة والدكتور علي الفقير والدكتور حمدي مراد والشيخ سالم الشاطري والحبيب عمر بن حفيظ وعلي الجفري والشيخ مصطفى التركماني والشيخ نوح كلر الأمريكي وتلاميذه وفابيو بزاريزي الإيطالي والداعية محمود أبو الهدى اليعقوبي والدكتور محمود مصري من حلب وغيرهم كثير.

## مؤلفاته
- أثر القرآن على منهج التفكير النقدي عند ابن تيمية[2]
- رسالة التوحيد.
- كتاب الأذكار.
- نشر الأعطار المحمدية في الديار الإسلامية.
- فوائد الأذكار.
- مولد الروح النبوية خير الخلائق الكلية.
- القصائد الروحية في الأسرار الذاتية، وهو ديوان شعر.
- دوحة الإمداد في ذكر بعض كرامات أولياء الأكراد.
- في لبس المرآة المسلمة.
- عصمة الأنبياء التي خفيت عن الأغنياء.
- الطريقة الشاذلية.
- التعرف بحقائق التصوف.